# Tennistavolo ai I Giochi paralimpici estivi
Per il tennistavolo ai Giochi paralimpici estivi di Roma 1960 furono assegnati 11 titoli (6 maschili e 5 femminili).

## Medagliere
| Pos.   | Nazione     |    |    |    | Totale |
| ------ | ----------- | -- | -- | -- | ------ |
| 1      | Italia      | 3  | 4  | 3  | 10     |
| 2      | Austria     | 3  | 2  | 1  | 6      |
| 3      | Regno Unito | 3  | 1  | 5  | 9      |
| 4      | Germania    | 1  | 0  | 1  | 2      |
| 5      | Belgio      | 1  | 0  | 0  | 1      |
| 6      | Australia   | 0  | 1  | 0  | 1      |
|        | Israele     | 0  | 1  | 0  | 1      |
|        | Malta       | 0  | 1  | 0  | 1      |
|        | Paesi Bassi | 0  | 1  | 0  | 1      |
| 10     | Norvegia    | 0  | 0  | 1  | 1      |
| Totale | Totale      | 11 | 11 | 11 | 33     |